# Reichsstraße 133

Die Reichsstraße 133 (R 133) war bis 1945 eine Staatsstraße des Deutschen Reichs. Sie verlief im ostpreußischen Ermland in südöstlicher Richtung und verband die Städte Preußisch Holland (polnisch Pasłęk), Mohrungen (Morąg) und Allenstein (Olsztyn) miteinander. Bei einer Gesamtlänge von 76 Kilometern war sie außerdem ein Bindeglied der Reichsstraßen R 130, R 126, R 127 und R 134.
Heute durchläuft die Trasse der ehemaligen R 133 die mittlere polnische Woiwodschaft Ermland-Masuren. In ihrer gesamten Strecke führt sie die Bezeichnung der Woiwodschaftsstraße (Droga wojewódzka) DW 527, deren Anfang jedoch schon weiter vorher in Dzierzgoń (Christburg) liegt.

## Streckenverlauf der R133
(heutige polnische Woiwodschaftsstraße DW 527):
Provinz Ostpreußen (heute: Woiwodschaft Ermland-Masuren):
Landkreis Preußisch Holland (heute: Powiat Elbląski (Elbing)):
- Preußisch Holland (Pasłęk) (Anschluss: R 130)
- Rogehnen (Rogajny)
- Schönau (Surowe)
- Quittainen (Kwitajny)

Landkreis Mohrungen (heute: Powiat Ostródzki (Osterode)):
- Kahlau (Kalnik)
- Wiese (Łączno)
- Mohrungen (Morąg) (Anschluss: R 126)
- Himmelforth (Bramka)
- Schwenkendorf (Zawroty)
- Eckersdorf (Florczaki)

Landkreis Osterode i. Ostpr.:
- Neu Ramten (Nowe Ramoty)
- Locken (Łukta)
- Pulfnick (Pelnik)

Landkreis Allenstein (heutiger Powiat Olsztyński):
- Stenkienen (Stękiny)
- Trojahnmühle (Trojan)
- Alt Schöneberg (Wrzesina)
- Gedaithen (Giedajty)
- Warkallen (Warkały)
- Göttkendorf (Gutkowo)
- Lykusen/Likusen (Likusy)
- Allenstein (Olsztyn) (Anschluss: R 127, R 130 und R 134)

## Weblink
- Liste der Reichsstraßen des Deutschen Reichs